# Agriphila selasella
Agriphila selasella  (лат.) — вид чешуекрылых насекомых из семейства огнёвок-травянок. Распространён в Европе, южной и восточной России и Центральной Азии. Размах крыльев около 26 мм. Гусеницы питаются на овсянице овечьей, мятлике, ячмене, Glyceria maritima, Spartium stricta, Puccinellia maritima.